# Luigi Granata
Luigi Granata (Rionero in Vulture, 11 novembre 1776 – Napoli, 1841) è stato un agronomo ed economista italiano.

## Biografia
Nato da Benedetto, medico e traduttore, e Rosa Melchiorre, fu mandato in giovane età a Napoli per motivi di studio . Allievo di suo zio Francesco, Mario Pagano e Francesco Conforti, si laureò in giurisprudenza ed iniziò a dedicarsi allo studio dell'economia agraria, arricchendo la propria conoscenza con le opere di Jean-Antoine Chaptal, Humphry Davy, Louis Jacques Thénard e  Albrecht Thaer .
Durante la Repubblica Napoletana (1799), di cui lo zio Michele fu tra i maggiori esponenti, si arruolò nella guardia civica. Nel 1830, ricevette la nomina di docente di agronomia e scienza silvana presso la Reale Scuola di applicazione di ponti e strade . Scrisse importanti documenti che lo resero uno dei maggiori agronomi del Regno delle Due Sicilie. Fu, inoltre, ispettore generale delle acque e foreste, segretario aggiunto e bibliotecario dell'Accademia Pontaniana, membro del Real Istituto d'Incoraggiamento e della Real Società Agraria di Torino. Morì a Napoli nel 1841.

## Opere
- Teorie elementari per gli agricoltori raccolte e messe in ordine da Luigi Granata, 3 voll., Napoli, presso i socj De Bonis e Morelli, 1824.
- Discorso su la geologia, le produzioni, e la economia rustica del monte Ermio, Napoli, s.n., 1830.
- Coltivazione delle piante conosciute più utili all'uomo ed agli animali domestici ..., Napoli, Nunzio Posca, 1830.
- Economia rustica per lo regno di Napoli, 2 voll., Napoli, Nunzio Posca, 1830.
- Elementi di agronomia e della scienza selvana ad uso della scuola di applicazione di ponti e strade ..., Napoli, G. Nobile, 1839.
- Catechismo agrario ad uso delle scuole elementari stabilite nelle comuni del Regno di Napoli, Napoli, Tip. di N. Vanspandoch e c., 1841.
- Della architettura rurale. Trattato elementare, Napoli, F. Rossi Romano, 1851.